# 佐川宪昭
佐川宪昭（日语： Sagawa Noriaki，？—），日本男子田径运动员，主项是跳远和三级跳远。他曾在菲律宾马尼拉举办的1954年亚洲运动会中获得男子跳远和三级跳远金牌。